# Focke-Wulf A 33
Die Focke-Wulf A 33 Sperber ist ein Anfang der 1930er Jahre von der Focke-Wulf-Flugzeugbau AG in Bremen gebautes deutsches Verkehrsflugzeug.

## Entwicklung
Die A 33 wurde 1930 bei Focke-Wulf vom Leiter der Konstruktionsabteilung Paul Klages in eigener Verantwortung und ohne offiziellen Bauauftrag entworfen. Als Antrieb diente ein tschechoslowakischer Mars-Motor von Walter. Die Zielgruppe bildeten eher kleinere Luftfahrtgesellschaften, bei denen sie als „Lufttaxi“, also als Geschäfts- und Reiseflugzeug zum Einsatz kommen sollte. Der Bedarf der noch mit den Folgen der Weltwirtschaftskrise kämpfenden Unternehmen war jedoch gering, so dass von dem Flugzeug lediglich drei Exemplare mit den Werknummern 91, 97 und 115 gebaut wurden, die zwischen Mai 1930 und August 1931 als D–1851, D–1931 und D–2153 für die Norddeutsche Luftverkehrs AG, die Luftverkehrs GmbH in Rüstringen und die Baubehörde Hamburg zugelassen wurden. Letzteres kam als Foto- und Vermessungsflugzeug zum Einsatz. Der Verbleib der drei Flugzeuge ist unbekannt.

## Aufbau
Die A 33 ist ein freitragender Schulterdecker in Gemischtbauweise. Rumpf und Leitwerk bestehen aus einem mit Stoff bespannten Stahlrohrgerüst, der Bug ist in Motorbereich mit Metallblechen beplankt. Der durchgehende Tragflügel besitzt Zanoniaform, das starre Fahrwerk besteht aus den nicht mit einer Achse verbundenen Haupträdern und einem Schleifsporn am Heck.

## Technische Daten

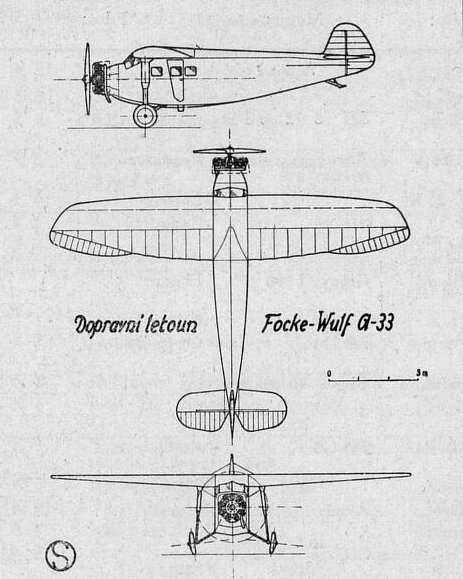
Dreiseitenriss

| Kenngröße                  | Daten                                                     |
| -------------------------- | --------------------------------------------------------- |
| Besatzung                  | 1                                                         |
| Passagiere                 | 3                                                         |
| Länge                      | 9,65 m                                                    |
| Spannweite                 | 12,00 m                                                   |
| Höhe                       | 3,00 m                                                    |
| Flügelfläche               | 22,00 m²                                                  |
| Flügelstreckung            | 6,5                                                       |
| Rüstmasse                  | 670 kg                                                    |
| Zuladung                   | 450 kg                                                    |
| Nutzlast                   | 250 kg                                                    |
| Startmasse                 | 1120 kg                                                   |
| Antrieb                    | ein luftgekühlter Neunzylinder-Sternmotor                 |
| Typ                        | Walter Mars                                               |
| Startleistung Nennleistung | 155 PS (114 kW) bei 1800/min 145 PS (107 kW) bei 1750/min |
| Höchstgeschwindigkeit      | 165 km/h                                                  |
| Reisegeschwindigkeit       | 145 km/h                                                  |
| Landegeschwindigkeit       | 75 km/h                                                   |
| Steigzeit                  | 8,0 min auf 1000 m Höhe                                   |
| Dienstgipfelhöhe           | 3000 m                                                    |
| Reichweite                 | 500–600 km                                                |